# 狡兔計畫
《狡兔計畫》是一部2012年上映的美國電影，瑞典导演丹尼尔·伊斯皮诺萨执导。故事地點以南非為主，主要在南非开普敦拍摄。

## 劇情簡介
以非營利組織成員身份為掩護的一名美國中央情報局（CIA）的資淺探員馬修·威思頓（萊恩·雷諾斯飾）畢業於耶魯大學，精通多國語言，卻被外派到南非開普敦管理一個「安全屋」（Safe House）。除了定期通聯之外，長達一年沒有任何任務，如同公寓管理員般無趣的工作，馬修感到枯燥，整天面對空無一人的安全屋，亦無法出外勤，資歷不足導致升遷困難，馬修提出調職的要求，也被駁回；私人生活因職業性質特殊，幾乎沒有朋友。談戀愛也不能向女友坦白自己的真實職業與家庭狀況，種種不順遂，讓馬修對這份工作感到心灰意冷。
此時被CIA通緝，曾經是美國中央情報局特別活動中心資深探員，後來叛逃長達九年的探員托賓·佛斯特（丹佐·華盛頓飾演）主動進入美國駐南非開普敦領事館尋求庇護，CIA將托賓拘留在馬修的安全屋，以便在他返回美國之前審問他以獲取情報。馬修不安地看著CIA的幹員對托賓施水刑，而托賓則在壓力下表現得很冷靜，還教訓幹員用來水刑的毛巾针数不足。不久，機密的安全屋被一批訓練精良、火力強大的匪徒攻破。除了馬修以外，CIA的幹員幾乎全數被槍殺。
由於極為資深且曾主導修改過若干規章，托賓自受到訊問時即以指導後輩的態度面對一切，冷靜觀察四周，並企圖以言語動搖周遭所有人。馬修押著托賓僥倖逃出。但因開普敦是低風險地區，中情局十幾小時內派不出支援人力。馬修必須孤軍奮戰，單獨面對善於利用環境，時時想脫逃的托賓，及他的冷言冷語，到局裡安排的其他安全屋等待進一步指示。
托賓在被押解的過程中逃脫，馬修在追捕中反遭制服，但托賓並未殺他。由於押解失敗，他在過程中又對不明究裡以致礙事的當地警員開槍，局裡要求他就近向大使館報到並脫離當地。但高層所交待的言詞恰合托賓之前碎嘴的提點，因此馬修知道回去之後不會有好結果，決定繼續追捕托賓。他對女友承認自己的真實工作，並要她快走，別受牽連。
局裡派出高層前往開普敦收拾殘局。由於馬修曾利用局裡的資料庫搜尋當地的假證件製造者，一名高層認為他是縱放托賓後準備逃亡，但馬修的上司認為他在尋找托賓的可能去向以將功補過。本就感情不好的雙方相持不下。
托賓果然找上了善於偽造證件的友人。但在緊急完成假證件後，敵人又已殺到，假證件製造者全家在駁火中遭滅門。恰逢馬修也趕到了該處，一開始不知該不該插手，最後終於掩護托賓一起逃亡。在敵人再度追上來後，馬修由被制服的槍手身上逼問出，幕後主使是CIA。兩人在治傷的過程中，托賓說出自己為局裡幹過的髒活，但馬修仍打算帶他歸案。
CIA高層到達當地。對馬修有成見的高層認定他一路協助托賓逃亡，但馬修的上司卻突然開槍擊斃了她。
馬修等兩人終於到達安全屋。在把托賓銬起來後，安全屋的管理人凱勒向上回報後，對馬修自述起其安全屋無所事事的生活。凱勒和馬修暢快的閒聊了一場，但凱勒在收到一條簡訊後，卻突然發動襲擊，功力悉敵的兩人各受重傷，直到馬修勉強取勝。已經起不了身的他要求托賓說出真相，原來托賓身上所攜帶的名單列出了所有被買通的探員。馬修讓托賓自開手銬，想和他一起逃，但馬修因受傷太重，終被撇下。
馬修醒來時，他的頂頭上司坐在床前看著他醒。一路追殺馬修與托賓的槍手卻也跟著進來，於是馬修知道他們是一夥的。上司與下屬由對話間各自瞭解了事情的真相。
托賓原來沒有走遠。由外而內殺進安全屋中，但在以為幹掉所有人後，卻被以為已死的馬修上司開槍擊倒。馬修在他準備補槍時先行將之擊斃。托賓拼著最後一口氣將名單交給馬修後想站起來，卻再也起不了身。
馬修回到總部面見局長，報告了一切。但局長卻要求掩蓋真相，答應給馬修升官，並問及檔案的下落，但馬修矢口否認。
檔案終於還是傳到了新聞界，引起情報界震動。馬修到了法國巴黎，見到了之前分手的女友。

## 主要演員
| 演員          | 角色          | 備註   |
| 丹佐·華盛頓   | 托賓 佛斯特   | [ 12 ] |
| 萊恩·雷諾斯   | 馬修 威思頓   | [ 13 ] |
| 韋娜·法米加   | 凱瑟琳 林蕾特 | [ 13 ] |
| 布蘭登·葛里森 | 大衛 巴洛     | [ 13 ] |
| 山姆·薛普     | 哈倫 威佛     | [ 13 ] |

## 评价
烂番茄网站99个观众为本片的打分，好评度为53%，正面评价占主流。
“导演用天才的眼光将没完没了的动作场景层级展示，无不让人想起吴宇森影片中刚劲片段，以及摄影师奥利佛-伍德在《變臉》或《喋血雙雄》中的镜头点射，赋予整场暴力秀临近经典的“可憎”面相”，“丹尼尔执导的刚劲间谍惊悚片，这部影片虽然偶尔失足，但最终演变成了一场井然有序、充满了悬疑氛围的公路之旅”，“虽然《藏身之所》对于大部分人来说可能过于暴力和极端主义，但它依然拥有数量可观的顶尖级动作片”，“本质、高效、且极度欢快的打杀破坏追逐影片，而片中的表演亦出乎意料地精彩”。

## 票房
美国首周末三天收获3930万美圆，次于《誓约》名列第二位；次周末收2364万名列第一位。
| 上一届： 《誓约》 | 2012年美國週末票房冠軍 第7周 2月19日 | 下一届： 《勇者行动》 |